# Brigitte Gaudin
Brigitte Gaudin (nacida como Brigitte Latrille, Burdeos, 15 de abril de 1958) es una deportista francesa que compitió en esgrima, especialista en la modalidad de florete.
Participó en cuatro Juegos Olímpicos de Verano, entre los años 1976 y 1988, obteniendo en total tres medallas en la prueba por equipos: plata en Montreal 1976 (junto con Brigitte Dumont, Christine Muzio, Véronique Trinquet y Claudette Josland), oro en Moscú 1980 (con Pascale Trinquet, Isabelle Bégard, Véronique Brouquier y Christine Muzio) y bronce en Los Ángeles 1984 (con Laurence Modaine, Pascale Trinquet-Hachin, Véronique Brouquier y Anne Meygret).

## Palmarés internacional
| Juegos Olímpicos | Juegos Olímpicos             | Juegos Olímpicos  | Juegos Olímpicos    |
| Año              | Lugar                        | Medalla           | Prueba              |
| ---------------- | ---------------------------- | ----------------- | ------------------- |
| 1976             | Montreal (Canadá)            | Medalla de plata  | Florete por equipos |
| 1980             | Moscú (URSS)                 | Medalla de oro    | Florete por equipos |
| 1984             | Los Ángeles (Estados Unidos) | Medalla de bronce | Florete por equipos |